# Wilhelm Lambrecht

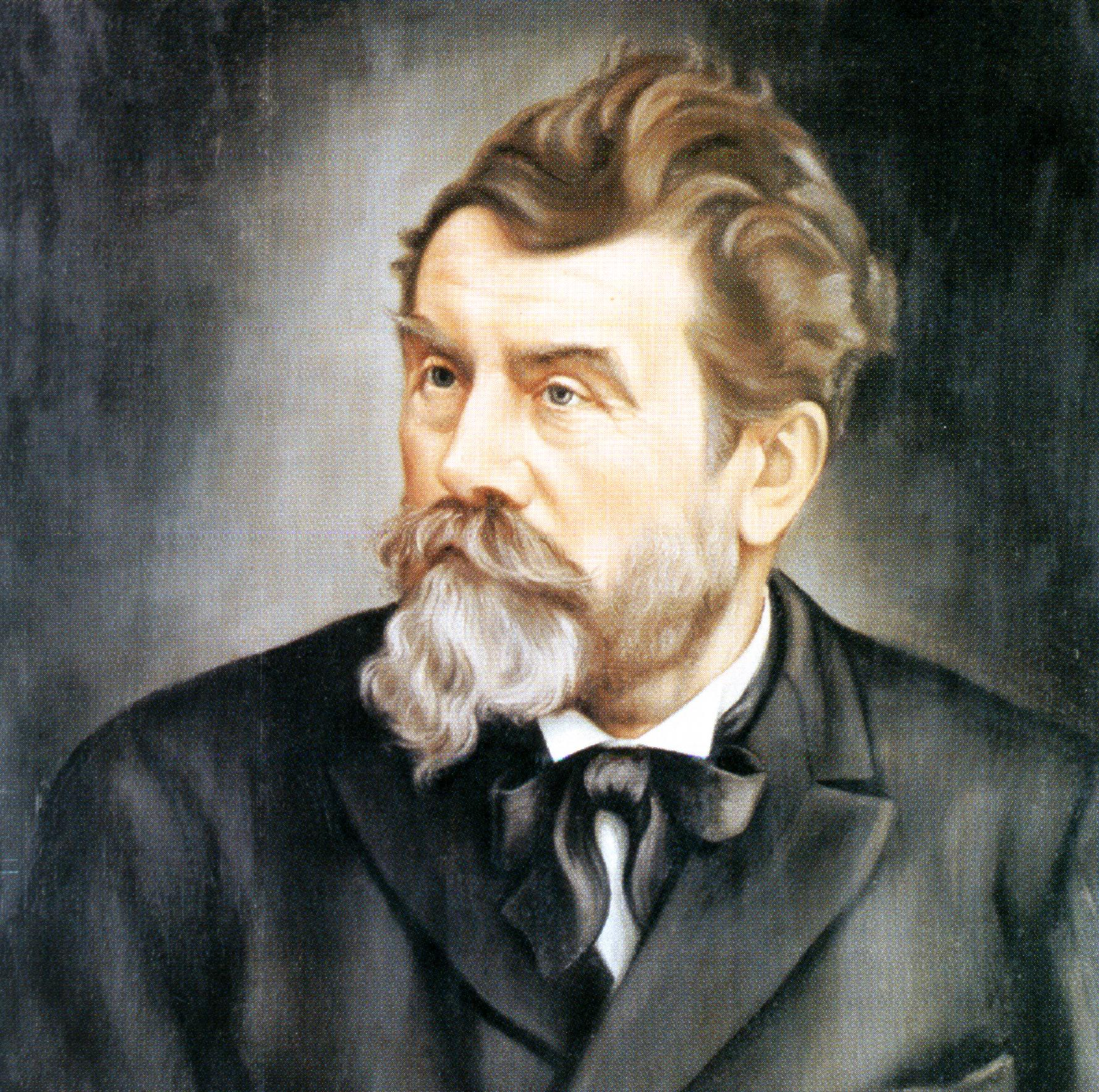
Wilhelm Lambrecht

Wilhelm Lambrecht (* 25. Juli 1833 in Wolbrechtshausen; † 17. Juni 1904 in Göttingen) war ein deutscher Mechaniker und Unternehmer im Bereich der meteorologischen Messtechnik.

## Leben und Wirken

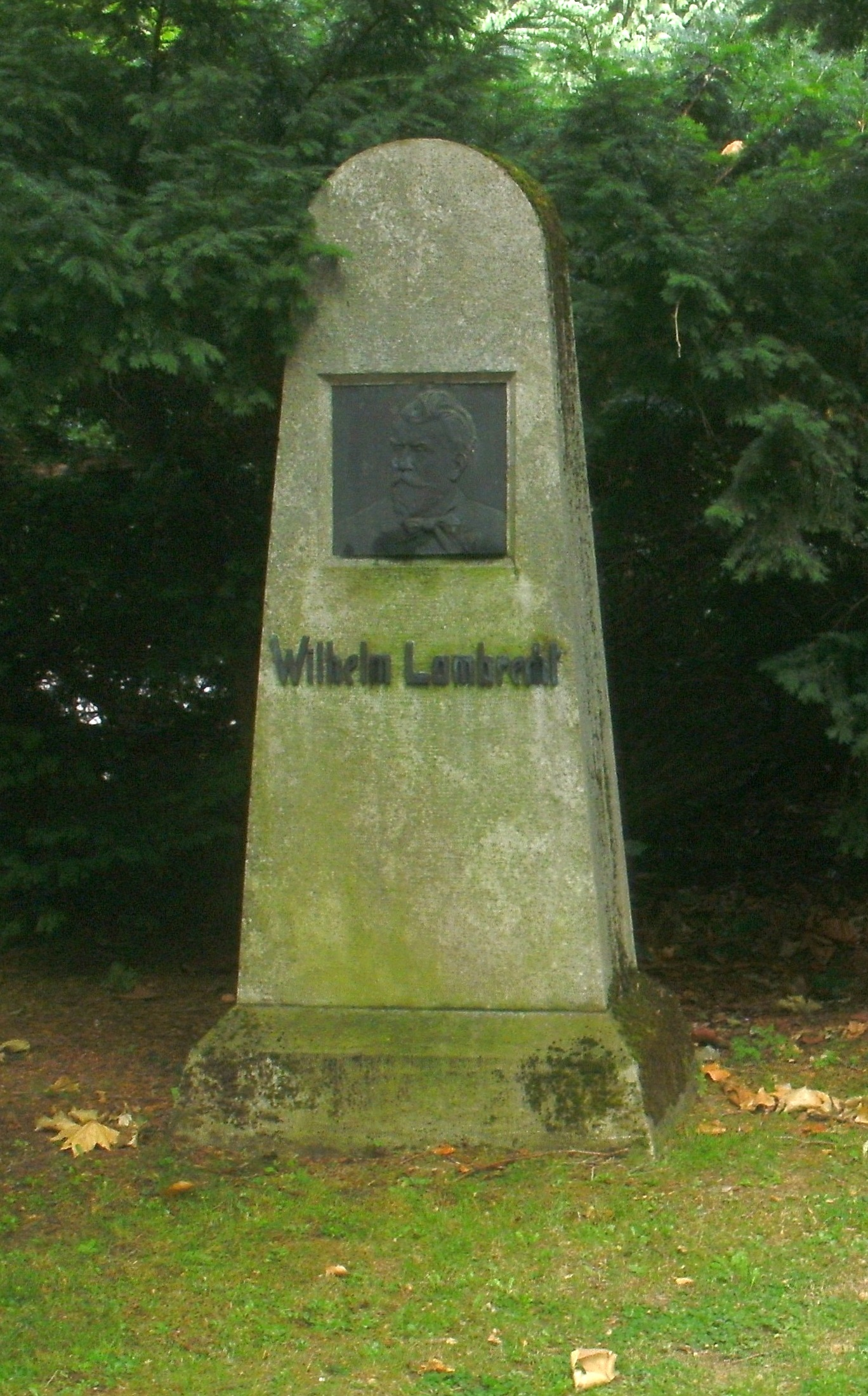
Grab Wilhelm Lambrechts auf dem Göttinger Stadtfriedhof

Nach seinem Schulabschluss absolvierte Lambrecht eine fünfjährige Lehre als Mechaniker in der Mechanischen Werkstatt von Ferdinand Dannert in Einbeck. Bereits in dieser Zeit interessierte er sich für den Bau von Messinstrumenten. Auf die Ausbildung folgte eine mehrjährige Gesellenwanderung, die ihn zuerst nach Paris und anschließend nach Berlin zu Siemens & Halske führte. 1859 gründete er in Einbeck eine Werkstatt, die er 1864 nach Göttingen verlagerte. Dort trat er in Kontakt mit mehreren bekannten Göttinger Naturwissenschaftlern wie Friedrich Wöhler, Wilhelm Eduard Weber und Wilhelm Klinkerfues.
In Zusammenarbeit mit Klinkerfues erfand er einen Zünder für Gaslaternen. Als die Vermarktung desselben aufgrund der schweren Börsenkrise von 1873 fehlschlug, wandte Lambrecht sich wieder den Messinstrumenten, insbesondere im meteorologischen Bereich zu. Hierbei entwickelte er ein zuerst von Klinkerfues entworfenes Haarhygrometer weiter. Nach einem Streit trennten sich die beiden und Lambrecht produzierte von nun an eigene Messgeräte, die der Wetterbeobachtung und -prognose dienten, so beispielsweise Regenmesser, Anemometer (Windmessgeräte), Hygrometer (Luftfeuchtigkeitsmessgeräte), selbstregistrierende Thermometer, Höhenmesser und Apparate zur täglichen Registrierung des Sonnenscheins her. Dabei gelangen ihm ab 1873 die Entwicklung eines Taupunktspiegelhygrometers, eines Polymeters, eines Aspirations-Psychrometers und mehrerer Wettertelegrafen. Seine meteorologischen Produkte waren auch im Hausgebrauch (Tischhygrometer) weit verbreitet und fanden in den von ihm ebenfalls vertriebenen, schmucken Wettersäulen als Stadtmöbel in vielen großen Städten und Kurorten Verwendung. Sie wurden von Künstlern und Architekten wie Hans Grisebach entworfen und sind vereinzelt bis heute erhalten.
Neben der Entwicklung meteorologischer Messinstrumente entwickelte Lambrecht auch eine Bauart des Minimumthermometers zur medizinischen Verwendung.
Wilhelm Lambrecht starb nach längerer Krankheit 1904 im 71. Lebensjahr; sein Grabmal befindet sich auf dem alten Göttinger Stadtfriedhof an der Kasseler Landstraße.
Das von Wilhelm Lambrecht gegründete und nach ihm benannte Unternehmen existiert bis heute in Göttingen. Seit 1964 ist eine Straße im Industriegebiet der Göttinger Weststadt nach ihm benannt.

Bildergalerie
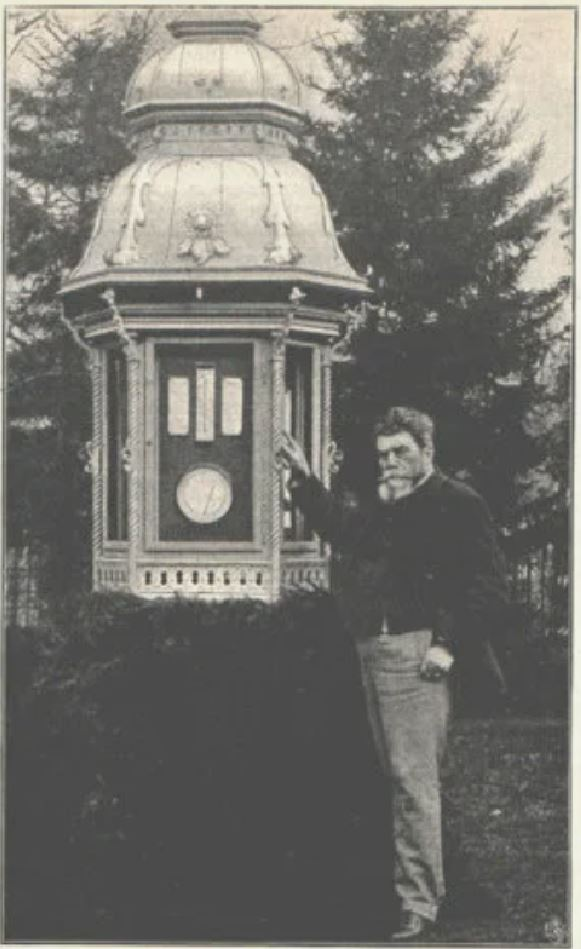
Wilhelm Lambrecht vor einer seiner Wettersäulen (vor 1903)
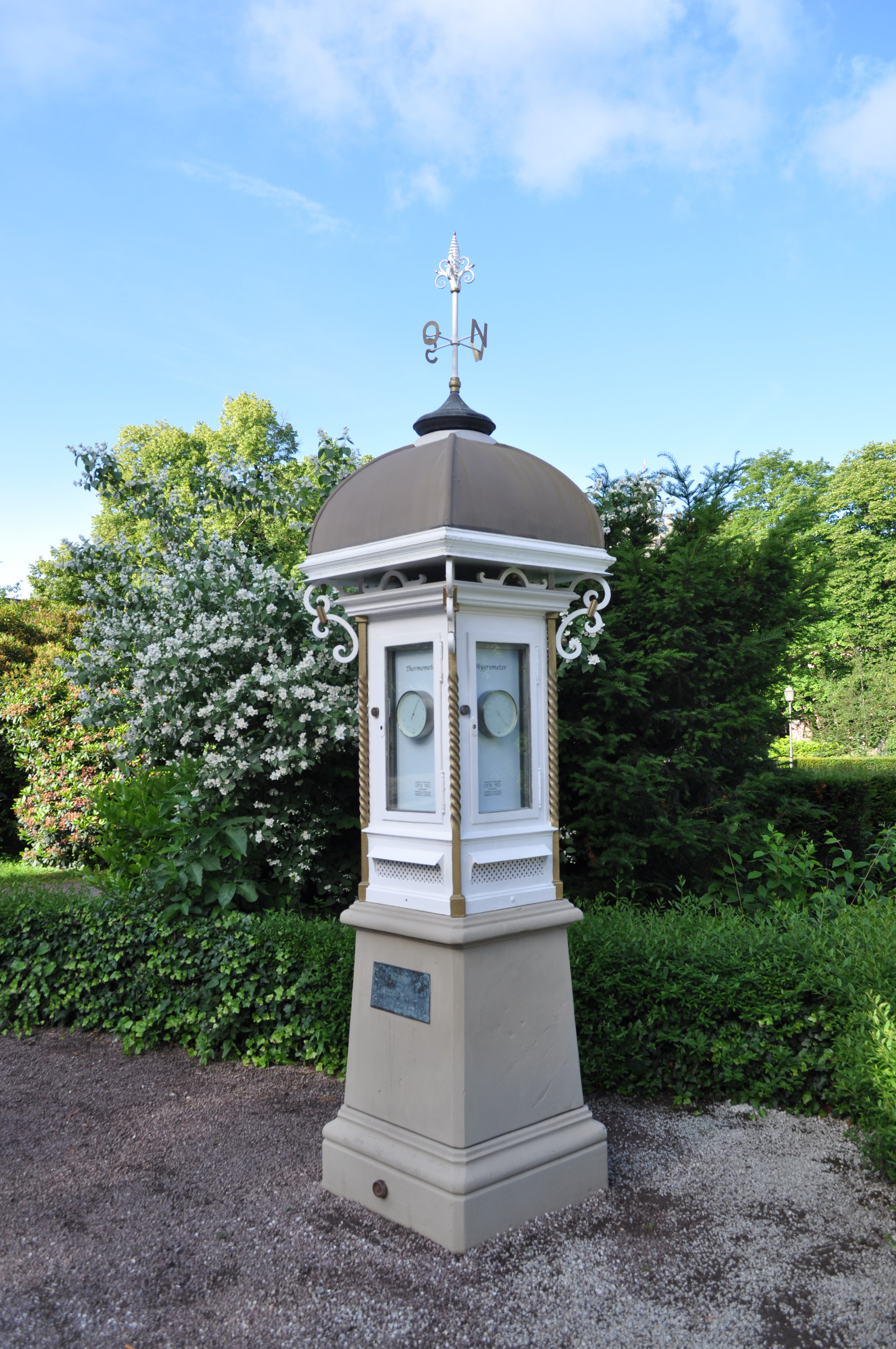
Lambrecht-Wettersäule im Kurpark von Königstein/Taunus
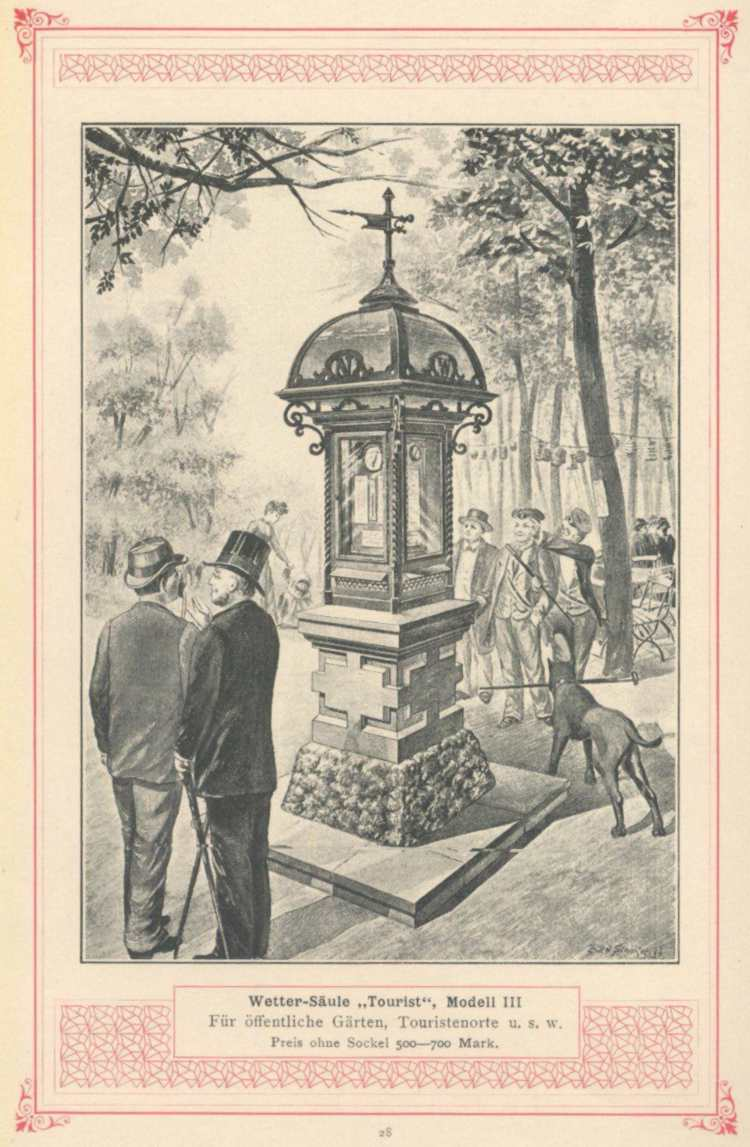
Lambrecht-Wettersäule „Modell III Tourist“ (1903)
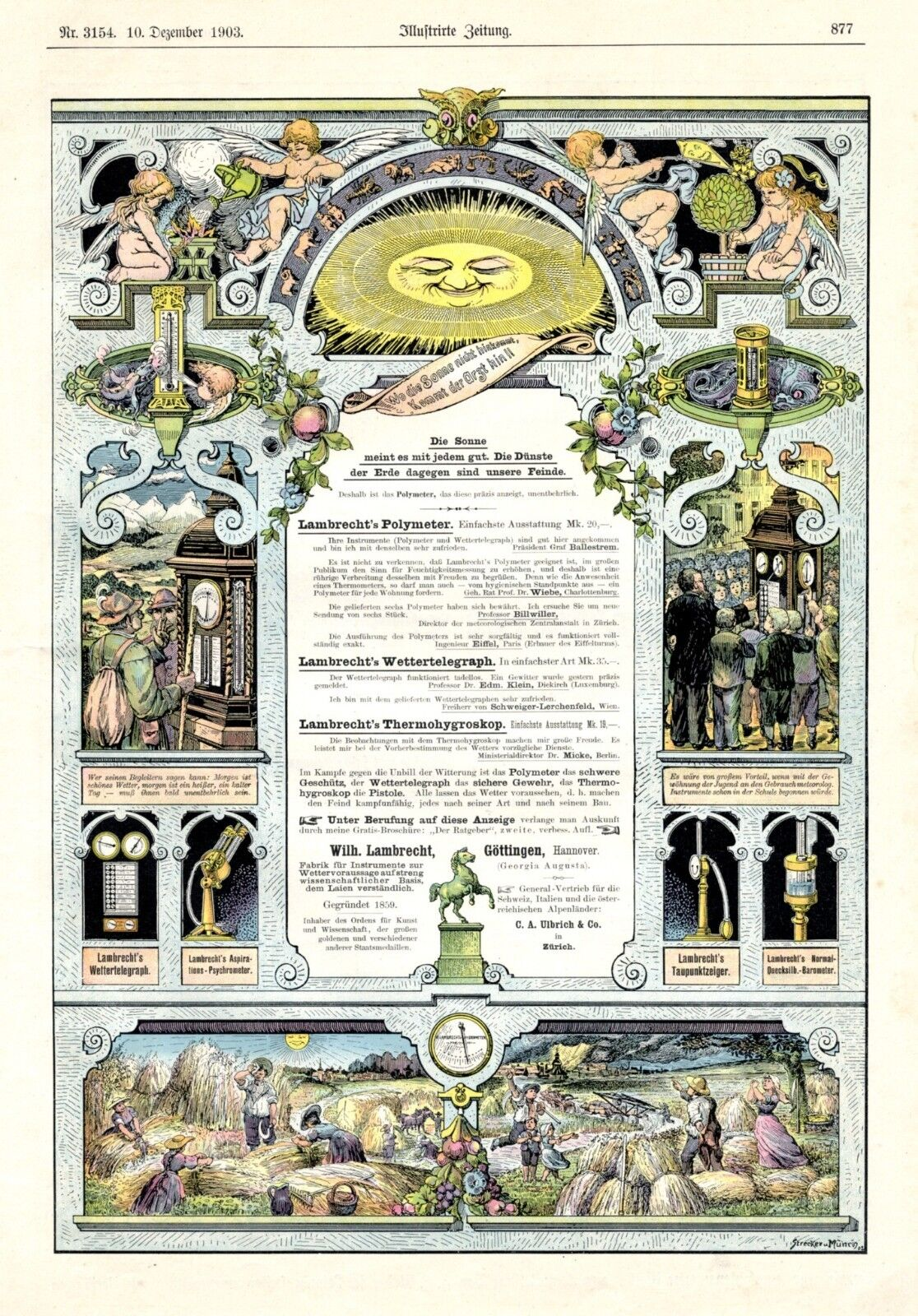
Lambrecht-Werbeanzeige für Wettersäulen und meteorologische Geräte (Illustrierte Zeitung, 10. Dezember 1903)
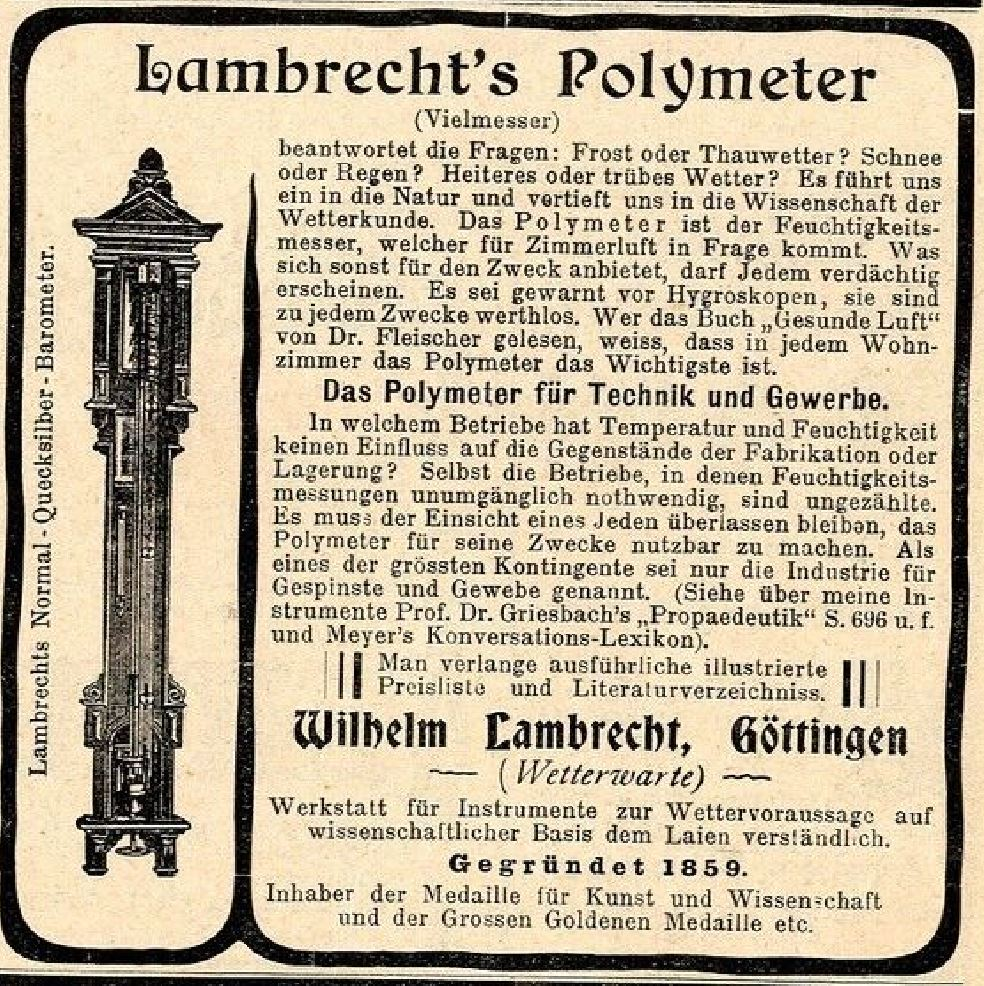
„Lambrecht's Polymeter“ (Werbeanzeige aus dem Beiblatt der Fliegenden Blätter, 3. Januar 1902)

## Schriften
- (mit Wilhelm Klinkerfues): Kurze Beschreibung und Anleitung zum Gebrauch des Klinkerfues’schen Patent-Hygrometers für praktische Meteorologie und Freunde der Naturwissenschaft, construirt und fabricirt von Wilh. Lambrecht. Hofer, Göttingen 1877.
- Ein Nimbus und sein Werth oder Klinkerfues und sein Wettercompass. Antwort auf fortgesetzte Herausforderungen. Spielmeyer, Göttingen 1881.
- Wo und wie soll man Wettersäulen bauen. Eine Mahnung an Kur- und Städteverwaltungen, Verschönerungsvereine, Vereine zur Hebung des Fremdenverkehrs sowie ein Wink für Gönner der Wissenschaft. Vandenhoeck & Ruprecht, Göttingen 1895.
- Lambrecht's Polymeter. Eine Wetterwarte im Kleinen, die keine Vorkenntnisse erfordert. 35. verb. Auflage, 1903